# Comune di Vojens
Il comune di Vojens (in tedesco Woyens) fino al 1º gennaio 2007 è stato un comune danese situato nella contea dello Jutland Meridionale, il comune aveva una popolazione di  16 792 abitanti (2005) e una superficie di 298 km². Capoluogo era la cittadina omonima.
Dal 1º gennaio 2007, con l'entrata in vigore della riforma amministrativa, il comune è stato soppresso e accorpato, insieme ai comuni di Christiansfeld, Haderslev e Gram per costituire il riformato comune di Haderslev.